# Cervikometrie
Cervikometrie je lékařské vyšetření, které absolvuje nastávající matka. Toto ultrazvukové vyšetření děložního čípku se obvykle provádí mezi 20. až 24. týdnem těhotenství. Jeho cílem je posoudit délku děložního čípku, která by měla být něco mezi třemi až pěti centimetry. Ženě se při vyšetření zavede do pochvy sonda a je nutné, aby v tu chvíli byl prázdný močový měchýř.
Cervikometrie v podstatě zjišťuje, s jakou pravděpodobností je žena vystavena riziku předčasného porodu. Prostřednictvím cervikometrie lze také rozpoznat interval mezi vyvoláním a porodem. Samotné vyšetření trvá přes dvacet minut a výsledky má lékař k dispozici ihned. V případě, že se čípek zkracuje, existuje vážná pravděpodobnost předčasného porodu. Tehdy je nutné nasadit účinnou léčbu, která předčasnému porodu zabrání.
Lékaři obecně uvádějí čtyři hlavní příčiny, které mohou způsobit předčasný porod. Je jím předčasný nástup děložní činnosti, předčasný odtok plodové vody, vážné onemocnění matky či plodu, fetální stres. Všechny tyto vyjmenované příčiny předčasného porodu jsou stejně závažné a bohužel ne všem se dá účinně předcházet.
Zkušený lékař je schopen již na začátku těhotenství rozpoznat, jestli danou pacientku může v budoucím těhotenství ohrožovat předčasný porod. Lze to zjistit pomocí více metod, ale cervikometrie patří k nejspolehlivějším. Byť je nutné konstatovat, že i ostatní metody vykazují vysokou pravděpodobnost odhalení potenciálního předčasného porodu.
Cervikometrie v každém případě představuje prakticky bezbolestné vyšetření, na které se není zapotřebí nijak speciálně připravovat. Je pouze žádoucí mít v takovou chvíli vyprázdněný močový měchýř. Samotná sonda se může zdát delší, ale lékař ji do pochvy zavádí jen částečně. Žádné bolesti či nepříjemných pocitů se tedy není třeba obávat.
Cervikometrie je hrazena pojišťovnami a u většiny lékařů by neměla být zatížena žádným poplatkem.